# Jan Klíma (fyzik)
Jan Klíma (* 5. listopadu 1938 Praha) je český fyzik, spisovatel a překladatel.

## Životopis
Vystudoval Matematicko-fyzikální fakultu Karlovy univerzity (MFF UK) v Praze, specializace teoretická fyzika. Po dokončení studia byl odborným asistentem na katedře teoretické fyziky na Matematicko-fyzikální fakultě Karlovy univerzity. V rámci vědecké a pedagogické činnosti, které se věnoval, pracoval od 1968 až 1970 na University of Bristol a v roce 1985 ve Vídni. Po habilitaci v roce 1990 působil jako docent na Univerzitě Karlově a na přelomu let 1990/91 ve Vídni.
Psal také vědeckofantastické povídky. Jeho humoristické romány s detektivní zápletkou vyšly v celkovém nákladu přes čtvrt milionu výtisků. Věnuje se i překládání anglicky psané prózy různého zaměření.

## Výběr publikací
- s Janem Klimešem: Výpočet intenzity elektromagnetického poľa v pásmach VKV a UKV. (Terminologický slovníček). Nadas, Praha 1988.
- Sbírka problémů z kvantové teorie. Academia 2003, ISBN 80-200-1359-8.
- s Bedřichem Velickým: Kvantová mechanika II. Karolinum, Praha 1998, ISBN 80-7184-720-8.

beletrie
- Smrt má ráda poezii. 1966.
- Případ půjčeného psa. Humoristický román s detektivní zápletkou. Mladá fronta, Praha 1981.
- Případ potenciálního primáře. Případ pana Pontiho. Matfyzpress, Praha 1998, ISBN 80-85863-35-9.
- Nespouštěj se s nikým, kdo je potrhlejší než ty. Aurora, Praha 2000, ISBN 80-7299-024-1.
- Nespi s nikým, kdo je potrhlejší než ty. 2010, ISBN 978-80-7363-278-6.
- Kosmické listy. 2020, ISBN 978-80-7363-554-1.

překlady z angličtiny
- R. L. Stine: Haló, tady fantom! Nakladatelství Kredit, Praha 1992, ISBN 80-85279-65-7.
- Agatha Christie: Záhada sedmi ciferníků. Knižní klub, Praha 1995, ISBN 80-7176-156-7.
- Steven Weinberg: A co Bůh? Hynek, Praha 1996, ISBN 80-85906-40-6.
- Dorothy L. Sayersová: Leopardí dáma. (17 detektivních a kriminálních povídek). Nakladatelství Lidové noviny, Praha 2001, ISBN 80-7106-541-2.
- Rex Stout: Jen přes mou mrtvolu. Dobrovský, Praha 2007, ISBN 978-80-87124-12-3.
- Sebastian Faulks: Jeeves a svatební zvony. Argo, Praha 2015, ISBN 978-80-257-1389-1.